# Capparis radula
Capparis radula är en kaprisväxtart som beskrevs av François Gagnepain. Capparis radula ingår i släktet Capparis och familjen kaprisväxter. Inga underarter finns listade i Catalogue of Life.